# Platyprotus phyllosoma
Platyprotus phyllosoma är en kräftdjursart som beskrevs av Just 2000. Platyprotus phyllosoma ingår i släktet Platyprotus och familjen Munnopsidae. Inga underarter finns listade i Catalogue of Life.